# Vilja
Vilja je v Tolkienovi mitologiji Prstan zraka, imenovan tudi safirni prstan in je eden izmed treh prstanov moči. Ustvaril ga je Celebrimbor s Sauronovo pomočjo. Nosil ga je Gil-galad, za njim pa Elrond. Prstan je tako varoval Rivendell in z njegovo močjo je Elrond ustvaril rečno povodenj, ki je ustavila prikazni prstana in zavarovala prstanonosca Froda.